# Tändsystem (ottomotor)
Tändsystemets funktion är att initiera förbränningen av bränslegasen i en ottomotors cylinder vid en sådan tidpunkt i motorns taktcykel (tvåtaktsmotor eller fyrtaktsmotor) att hög verkningsgrad och låga avgasemissioner erhålles. Vid flera cylindrar har man en tändföljd som anger i vilken ordning motorns cylindrar tänder. Exempelvis är 1-3-4-2 en vanlig tändningsföljd hos fyracylindriga motorer.
Ottomotorn skiljer sig från dieselmotorn i det att dieselmotorns tändning av cylindergasen sker genom att ren luft upphettas genom kompression och bränslet sprutas in vid optimalt tidpunkt och då självantänds. När dieselmotorn är kall kan dock ett glödstift hjälpa till med antändningen.

## Ett modernt tändsystem

### Tändstift
Den komponent som startar själva förbränningen är ett tändstift monterat i cylinderhuvudet. Tändstiftet har två elektroder. När en hög spänning läggs på, så joniseras gasen mellan elektroderna, en stark ström uppstår varvid jonerna kraftigt upphettas. D.v.s. en gnista bildas så att förbränningen av bränslegasen påbörjas. Normalt har man bara ett tändstift för varje cylinder. Man kan dock ha två stift av två skäl: Dels för att öka tillförlitligheten (redundans) hos till exempel flygmotorer (Lycoming). Dels för att starta flera flamfronter så att förbränningen i hela cylindern går snabbare till exempel vid högvarviga racermotorer (Alfa Romeo Twin Spark). Se mera i artikeln tändstift.

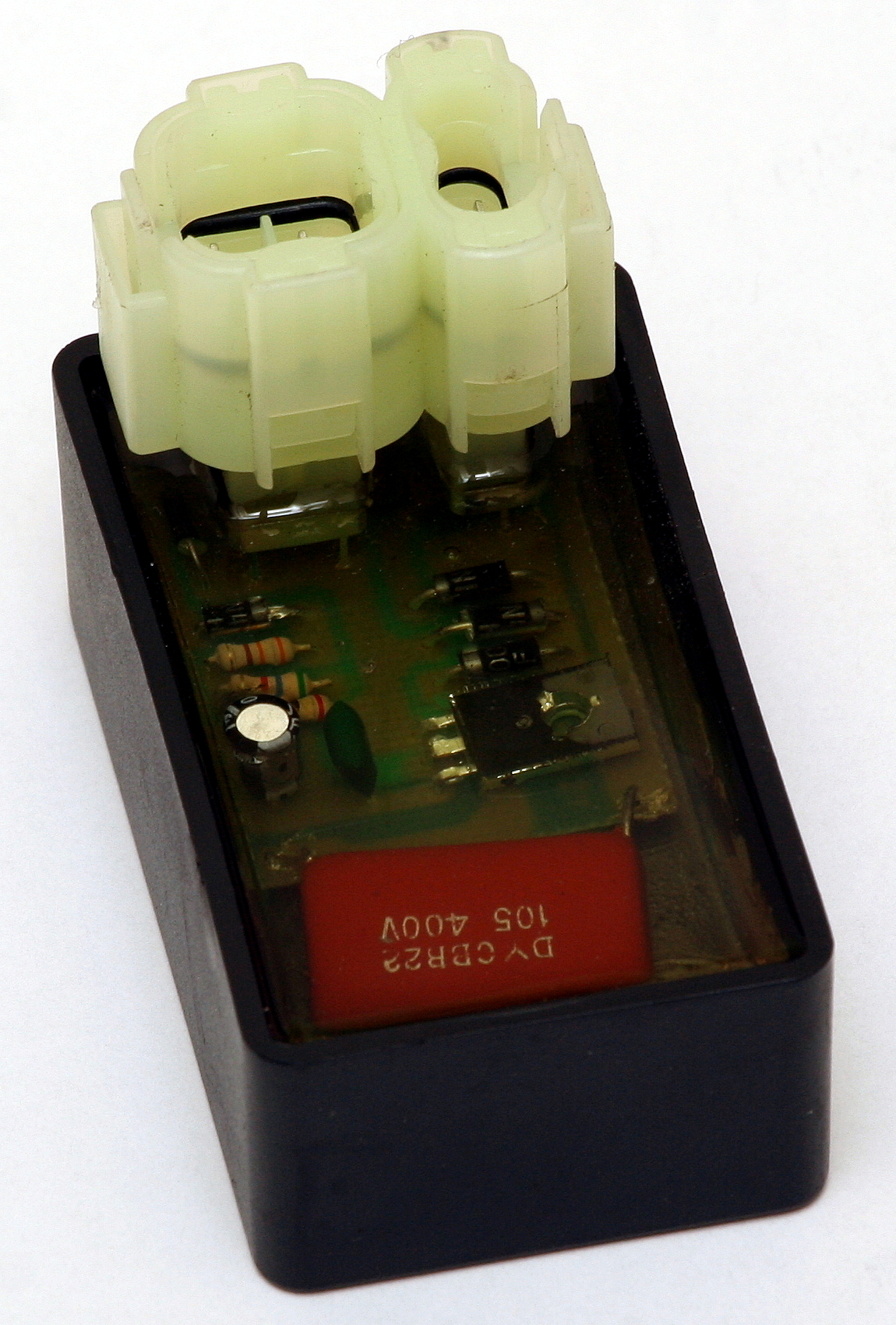
CDI-tändning (Capacitor Discharge Ignition)

### Tändspole
För att tillföra den höga spänningen som krävs för jonisationen, så används en transformator, där man bryter primärlindningen varvid en hög spänning induceras i den mångvarviga sekundärlindningen. Denna speciella typ av transformator kallas tändspole. Normalt använder man en tändspole för varje cylinder. För att undvika en känslig tändkabel monteras tändspolen ibland direkt ovanpå tändstiftet. För att minska vikten använder man i flygmotorer en gemensam tändspole. Men måste då ha en tändfördelare, som med en roterande arm leder varje tändning till rätt tändstift (Lycoming och Continental). För att ladda om tändspolen snabbt så kan man ha en kondensator i primärlindningen och får då en s.k. CDI-tändning (Capacitor Discharge Ignition). CDI-tändning används ofta i högvarviga tvåtaktsmotorer till exempel motorsågar (Husqvarna).

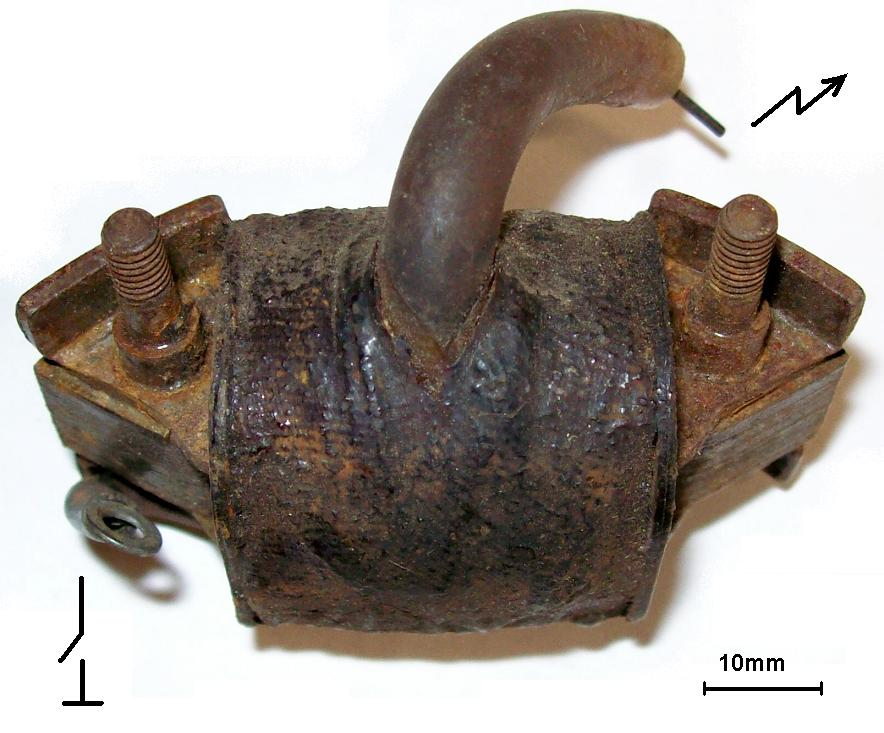
En äldre magnettändning. Spolen sitter intill svänghjulet och inducerar högspänningen till tändstiftet.

### Magnetspole eller batteri
För att mata tändspolens primärlindning med ström används två metoder:
- Magnettändning. På svänghjulet till motorns vevaxel placeras permanentmagneter och utmed svänghjulets radie (normalt inuti svänghjulet) sitter en spole med järnkärna som är fäst vid motorblocket. När svänghjulet roterar induceras en elektrisk ström i spolen som kopplas över tändspolens primärlindning. Magnettändningen är mycket enkel och driftsäker. En viss svårighet finns dock att få erforderlig spänning vid start av motorn. Men man kan kompensera detta med till exempel förkopplingsmotstånd. Magnettändning används dels vid enkla motorer i till exempel gräsklippare, mopeder och motorsågar. Men även i flygmotorer då hög tillförlitlighet krävs. För att bli oberoende av planets elsystem har man magnettändning och dessutom dubbla magnetsystem och dubbla tändstift (Lycoming) för att motorn ska fortsätta att gå om en komponent upphör att fungera.
- Batteritändning. Man använder fordonets batteri som strömkälla och erhåller då en konstant spänning till tändspolen. I motsats krävs att motorn har en elgenerator som kan ladda batteriet. Batteritändning används vanligen i fordon där man ändå behöver ström till andra ändamål, till exempel i bilar.

### Brytare
För att bryta strömmen till primärlindningen när tändning ska ske använder moderna tändsystem tre typer av komponenter:
- Sensorer för att mäta de storheter som behövs för att kunna beräkna exakt rätt tidpunkt för tändningen (Se kolvmotorns kemi):
  - I fyrtaktsmotorer bestämma vilken takt cylindern är i, så att tändstiftet endast tänder vartannat varv (skilja på utblåsningstakt och förbränningstakt). Vanligen används en hallgivare på kamaxeln (Volvo). Vissa använder istället en induktionsspole på kamaxeln (Honda utombordare).
  - Bestämma den exakta vinkeln på vevaxeln, till exempel kolvens övre vändläge. Vanligen används en induktiv givare som räknar kuggarna på svänghjulets startmotorkrans. Man har då vanligen en kugg som är kortare än de andra så man får ett läge att beräkna vinkeln ifrån.
  - Bestämma motorns varvtal. Detta sker vanligen genom att utnyttja vinkelgivarens signaler. Ju högre varvtal desto tidigare tändning.
  - Bestämma motorns belastning, indirekt gaspådraget. Vissa fabrikat använder en luftmassmätare som mäter den mängd luft, och därmed syre, som matas in i motorn (Bosch). De har en elektriskt upphettad tråd som man mäter temperatursänkningen i. Andra har en s.k. MAP-sensor (Mainfold Absolute Pressure eller absoluttryck i insugningsröret) samt en temperaturmätare av luften (Honda). När tryck och temperatur är kända kan luftmängden beräknas.
  - Bestämma förbränningshastigheten som beror av bränslets oktantal bl.a. Om förbränningen sker för snabbt och för tidigt uppstår en töjning i cylinderväggen, en "knackning" vilket är skadligt för vevaxellagren. Med vanligen två knacksensorer på motorblocket kan man beräkna lämplig tändtidpunkt vilket är nödvändigt om man byter bränslekvalitet. Knacksensorerna utnyttjar piezoelektriciteten som bildas i kristaller som pressas ihop.
  - Ta emot signaler för avstängning av tändningen. Det kan vara att helt enkelt stänga av motorn (tändningen), att tillfälligt sänka vridmomentet vid växling i en automatlåda eller att sänka momentet vid nödbromsning. Alternativt kan istället bränsleinsprutningen stängas av (vanligare).

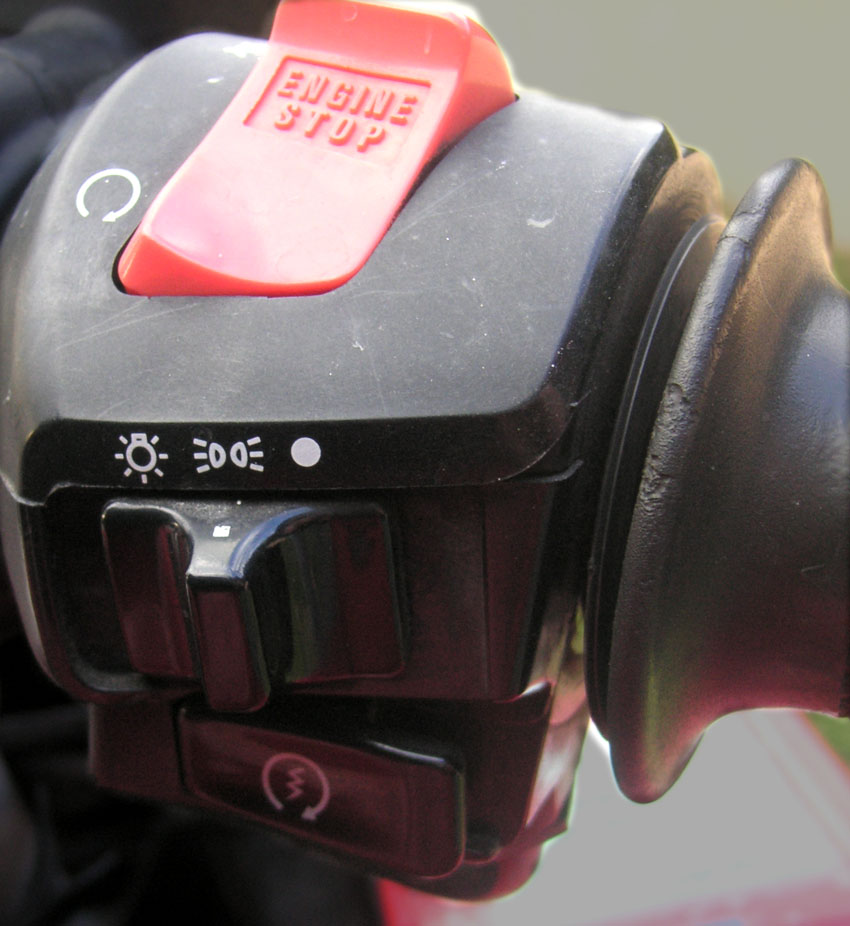
Stoppknapp på en motorcykel som kortsluter tändspolens primärlindning

- En elektronikkrets med program och logik i form av algoritmer, parametrar och tabeller som ur sensorvärdena beräknar optimalt tändläge i varje ögonblick. Parametrarna och tabellerna lagras i ett minneschips i elektroniken. Dessa är certifierade av leverantören men kan ändras vid s.k. chipstrimning. Kan i oseriösa fall göra garantier och avgascertifiering ogiltiga. Tändsystemets elektronik är vanligen hopbyggd med bränslestyrningselektroniken (och ibland även automatlådans elektronik) - "motorstyrsystemet". Elektronikprogrammet innehåller ofta en diagnos av sensorernas funktion och lagrar avvikelser vilket underlättar senare felsökning.

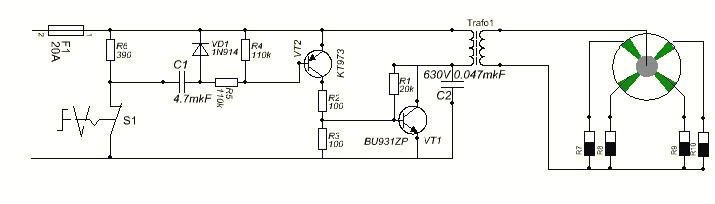
Exempel på ett enkelt elektroniskt tändsystem

- En tyristorkrets som på programmets signal bryter tändspolens primärlindning.

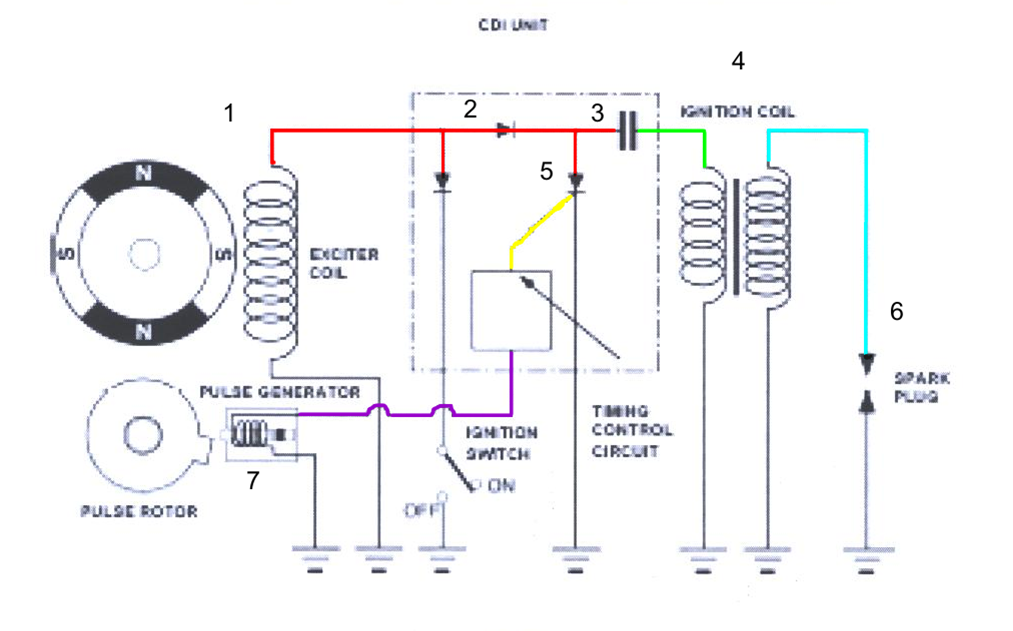
Schema över CDI-tändning. Elektroniken gör dioden "5" ledande så att urladdning sker.

Mekaniskt tändsystem utan centrifugalregulator och vakuumklocka

## Utvecklingshistorik
Tändsystemen för ottomotorer har under drygt 100 år utvecklats från enkla mekaniska system till ovan beskrivna avancerade elektroniska. 

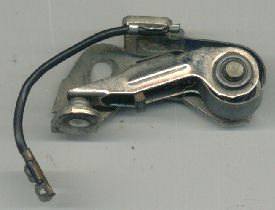
Brytarspets

De tidigaste hade på vevaxeln, kamaxeln eller en hjälpaxel enkla kammar  som en brytarspets gled mot. En kam för varje cylinder. När brytaren var sluten laddades en tändspole med den ström som inducerades när en magnet på det roterande svänghjulet passerade intill en spole. När brytaren öppnades av kammen, så urladdades tändspolen med en mycket hög inducerad spänning som i sin tur åstadkom en gnista i tändstiftet. När man hade flera cylindrar användes en tändfördelare med en roterande arm som ledde högspänningen till rätt tändstift. I detta system var kammarna och brytarspetsen en kombinerad sensor- och utlösningsmekanism.

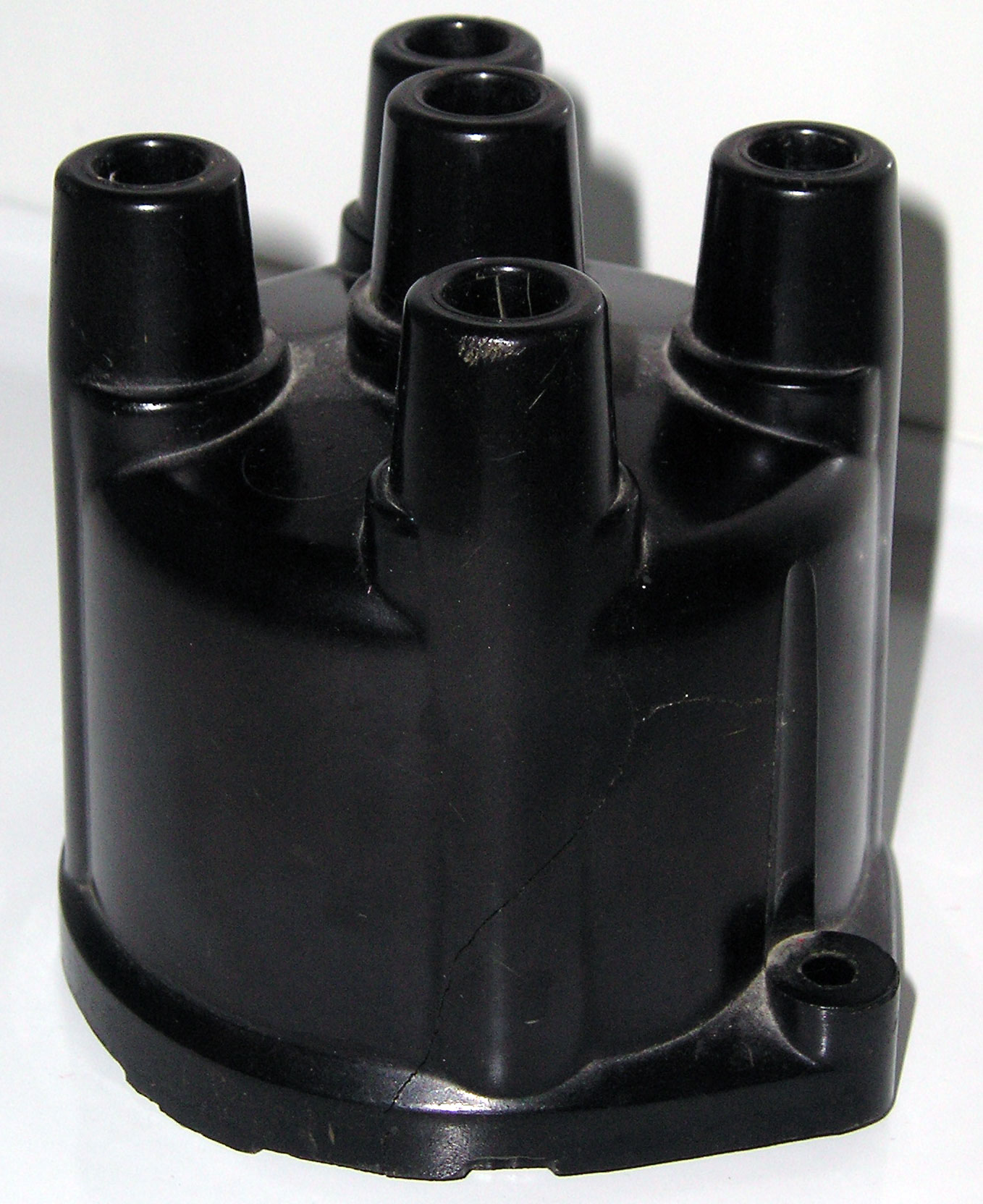
Fördelarlock. Inuti roterar en fördelararm som tar in högspänningen från tändspolen genom centrumkabeln och fördelar den vidare till respektive tändstift.

På  bilar, där motorns varvtal ändrades under körningen, hade man ibland en tändningsspak i rattens centrum så att föraren kunde tidigarelägga tändningen vid högre varv och senarelägga den till exempel när motorn skulle vevas igång. Spaken ledde till en mekanism som helt enkelt vred brytarspetsen något och därmed flyttade tändningsläget. 
Nästa steg var att automatiskt justera tändningen till motorns driftsförhållande. Man tillsatte ett vakuummembran mot insugningsröret så att tändningen anpassades efter belastningen, d.v.s. kände av trycksänkningen som skedde när föraren öppnade gasspjället hastigt. Vidare satte man dit en centrifugalregulator som tidigarelade tändningen vid högre varv. Både vakuumklockan och centrifugalregulatorn vred brytarspetsen och tändfördelaren något i förhållande till kammarna.
Gnistbildningen i brytarspetsen kunde erodera kontaktytorna så att tändinställningen blev ogynnsam. För att motverka detta inkopplades en kondensator över brytaren vilket reducerade gnistorna. Ändå fick man ibland fila på ytorna och kamnockarna kunde slitas. Därför måste man ibland justera in tändfördelaren. Det skedde med en stroboskoplampa enligt följande: Stroboskoplampan, som var ett glimrör, kopplades mellan jord och tändspolens primärlindning. Det gjorde att lampan lyste till exakt när tändstiftet tände. På vevaxelns remskiva för till exempel kylfläkten, hade man en markering av en exakt vinkel i förhållande till kolvens övre vändpunkt. Genom att låta stroboskoplampan glimma mot remskivan så såg man ett smalt streck belysa tändläget (lampan blinkade så kort tid att det bara motsvarade någon grad på skivan). Man kunde då vrida hela tändfördelaren tills ljusstrecket sammanföll med märkningen och skruvade slutligen fast den i detta rätta läge.

Markering på vevaxeln av tändläget. Belyses med stroboskoplampa

Tändfördelaren var ett lock över fördelararmen. Högspänningen från tändspolen leddes in i lockets centrum ner till den roterande armen. Armen strök sedan tätt förbi 4 elektroder på locket (vid 4-cylindrig motor) så att överslag skedde varvid högspänningen leddes vidare i 4 tändkablar till tändstiften. Två problem uppstod: Dels eroderade elektroderna och måste ibland filas jämna. Dels kunde smuts på fördelarlocket ge läckströmmar så att tändstiften fick för svag spänning. Därför började man använda en tändspole per cylinder och placerade dessa i närheten av tändstiften. Detta var viktigt på utombordsmotorer som kunde utsättas för fukt.

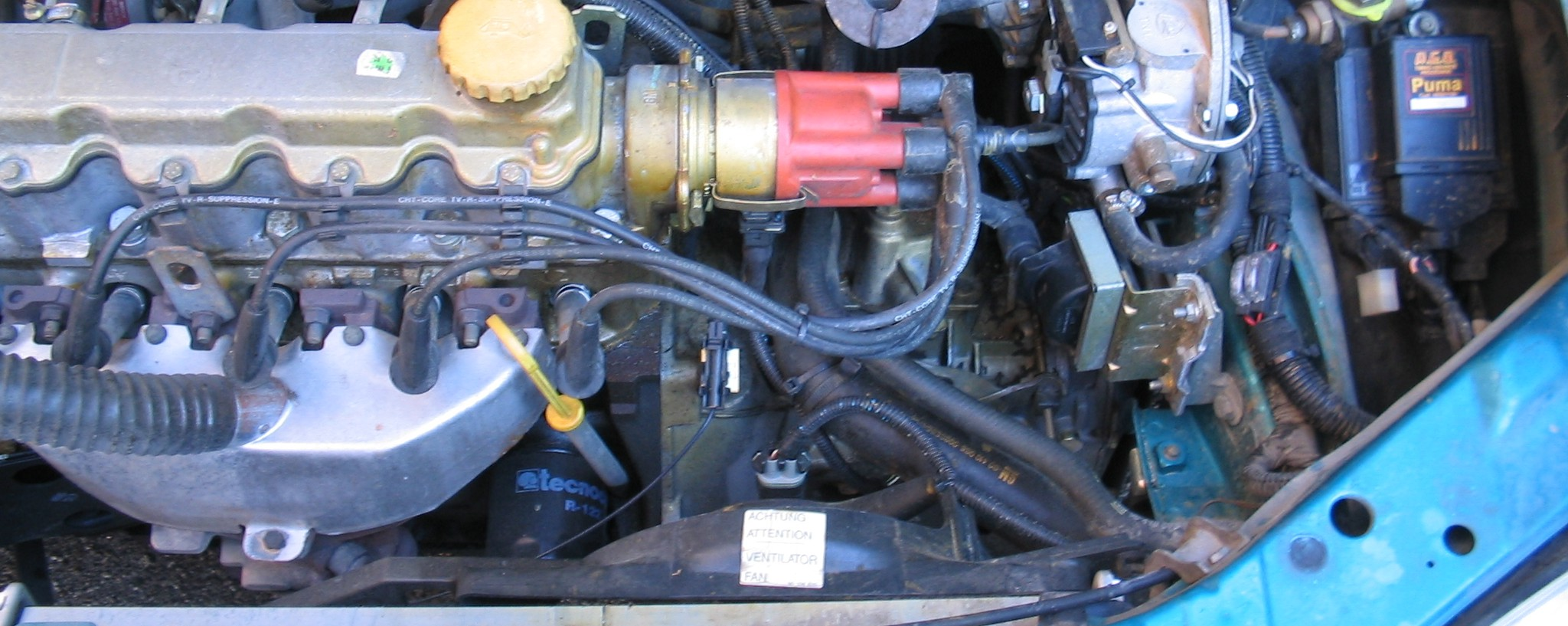
Den röda fördelardosan innehåller brytarspetsen och tändfördelaren. Den är monterad direkt på kamaxeln och tändkablarna leder till tändstiften)

Under 1970-talet började man använda elektronik för att med en tyristor bryta strömmen och bli av med de mekaniska brytarspetsarna.
I slutet av 1900-talet kom kraven på avgasrening och sänkt bränsleförbrukning. Det gjorde att man införde ett antal sensorer (se ovan) som mätte motorns arbetsförhållanden och med en mikroprocessor räknade ut optimala tändlägen.
För flygmotorer och utombordsmotorer där driftsäkerheten är väsentlig införde man även sensorer och elektronik, men behöll magnettändningen för att driva även elektroniken. För en 4-cylindrig boxermotor för sportplan användes vanligen två tändsystem med 4 tändkablar vardera. Två av kablarna går till de övre tändstiften och två till de undre. Många moderna utombordare använder batteriström till många funktioner men kan ändå startas med ett snöre i ett nödläge där batteriet är ur funktion.

## Framtiden
Tändsystemen är numera mycket tillförlitliga. Man arbetar mest med att förbättra sensorerna. Försök pågår även med att ersätta tändstiften med energirik laser. Ännu 2011 var detta bara på laboratoriestadiet.
En annan idé är att eliminera startmotorn genom att spruta in bränsle i den cylinder som är i kompressionstakt och låta tändsystemet antända bränslet så att motorn går igång. Detta skulle möjliggöra att stänga av motorn i en bil som till exempel stannar vid rödljus utan att använda dyr startmotorström. 2011 hade flera leverantörer gjort tester av metoden.
Man forskar även på att kombinera Otto- och Diesel-principerna där man använder tändstift i dieselmotorerna. Man blir då friare i valet av bränsle.